# Guillem II de Cerdanya
Guillem II Jordà de Cerdanya (v 1079 - Trípoli, Líban 1109), comte de Berga (1094-1109) i comte de Cerdanya i de Conflent (1095-1109). Va rebre el sobrenom de Jordà després de rebre bateig a les aigües del riu del mateix nom a Palestina.

## Orígens familiars
Fill del comte Guillem I de Cerdanya i la seva segona esposa, Sança de Barcelona. Fou germà del també comte Bernat I de Cerdanya.

## Ascens al tron
El 1094 va heretar, juntament amb el seu germà, el comtat de Berga. A la mort del seu pare l'any següent ell fou nomenat hereu, en solitari, del comtat de Cerdanya.
El 1102 viatjà fins a Palestina com a croat, acompanyant a Ramon IV de Tolosa, germanastre de la seva mare, creador del Comtat de Trípoli. Aprofitant la mort de Ramon, el 28 de febrer del 1105, i amb l'excusa de l'absència del fill gran d'aquest (Bertran) i la minoria del menut (Alfons Jordà), s'intitulà comte de Trípoli. Aquell any 1105 va substituir el seu oncle en el comandament de les tropes en el setge de Trípoli i fou conegut pels àrabs com "al-Cerdani". Va endurir el setge i va orquestrar la presa de la ciutat que fou totalment assolida el 1109.
Va morir a Trípoli el 1109 assassinat per ordre del seu cosí Bertran de Tolosa, per apoderar-se del títol i l'herència que li corresponien.

## Títols i successors
| Guillem II de Cerdanya Naixement: v. 1079 Mort: Setge de Trípoli, Comtat de Trípoli 1109 | |                                           |
| Títols                                                                                   | |                                           |
| Precedit per: Guillem I de Cerdanya (pare)                                               | Comte de Cerdanya (Llista de comtes de Cerdanya) Comtat de Cerdanya, Comtat de Conflent (1095–1109) | Succeït per: Bernat I de Cerdanya (germà) |
| Precedit per: Guillem I de Cerdanya (pare)                                               | Comte de Berga (Llista de comtes de Berga) (1094–1109) amb el seu germà Bernat I de Cerdanya        | Succeït per: Bernat I de Cerdanya (germà) |